# U-354
U-354 — средняя немецкая подводная лодка типа VIIC времён Второй мировой войны.

## История
Заказ на постройку субмарины был отдан 9 октября 1939 года. Лодка была заложена 15 апреля 1940 года на верфи «Фленсбургер Шиффсбау», Фленсбург, под строительным номером 473, спущена на воду 10 января 1942 года. Лодка вошла в строй 22 апреля 1942 года под командованием капитан-лейтенанта Карла-Хайнца Хербшлеба.

### Командиры
- 22 апреля 1942 года — 22 февраля 1944 года капитан-лейтенант Карл-Хайнц Хербшлеб
- 22 февраля 1944 года — 24 августа 1944 года оберлейтенант цур зее Ганс-Юрген Стамер

### Флотилии
- 22 апреля 1942 года — 30 сентября 1942 года — 5-я флотилия (учебная)
- 1 октября 1942 года — 14 октября 1942 года — 1-я флотилия
- 15 октября 1942 года — 31 мая 1943 года — 11-я флотилия
- 1 июня 1943 года — 24 августа 1944 года — 13-я флотилия

### История службы
Лодка совершила 20 боевых походов, потопила одно судно водоизмещением 7 176 брт и один военный корабль водоизмещением 1300 тонн, повредила одно судно водоизмещением 3 771 брт. В августе 1944 года она торпедировала английский эскортный авианосец «Набоб» водоизмещением 11 420 тонн, который смог дойти до Скапа-Флоу на Оркнейских островах, однако не восстанавливался и был пущен на запчасти.
Будучи оборудованной специальной аппаратурой для прослушивания радиопереговоров судов и имея на борту специальную группу радиоразведки, в августе-октябре 1943 года выполняла задание по прослушиванию радиостанций советских кораблей, идущих по Северному морскому пути, и полярных станций. Для выполнения этого заданий крейсировала в районе от острова Диксон до архипелага Норденшельда.
Потоплена 24 августа 1944 года в Баренцевом море к северо-востоку от Нордкапа, в районе с координатами 72°49′ с. ш. 30°41′ в. д., глубинными бомбами с британских шлюпов HMS Mermaid и HMS Peacock, британского фрегата HMS Loch Dunvegan и британского лидера эсминцев HMS Keppel (D84). 51 погибший (весь экипаж).
До сентября 1957 года историки считали, что лодка была потоплена в результате атаки британских самолётов типа «Суордфиш» из авиагруппы эскортного авианосца HMS Vindex 22 августа 1944 года в районе с координатами 74°54′ с. ш. 15°26′ в. д.. На самом деле тогда была потоплена U-344.

### Происшествия
- 11 ноября 1942 года за борт смыло одного из членов экипажа.
- 12 марта 1943 года один из машинистов совершил самоубийство.